# Operações em cadeias de caracteres
Em ciência da computação e nas linguagens formais é comum o uso de uma variedade de funções que operam sobre cadeias de caracteres com o intuito de transformá-las em variações bem definidas com base em sua estrutura original.

## Concatenação
É a operação que une uma cadeia de caracteres a outra cadeia de caracteres, formando uma nova cadeia contendo os caracteres da primeira seguidos pelos caracteres da segunda. A concatenação de duas cadeias s e t é usualmente denotado por s · t ou abreviado como st. Concatenar uma cadeia qualquer com uma cadeia vazia 𝜀 não altera a cadeia original, assim s · 𝜀 = s = 𝜀 · s. A concatenação de cadeias de caraceres é associativa, mas não é comutativa, portanto, s · (t · u) = (s · t) · u, mas s · t ≠ t · s.

## Substituição de cadeia
Seja L uma linguagem, e seja Σ seu alfabeto. Uma substituição de cadeia ou simplesmente uma substituição é um mapeamento f que mapeia letras em Σ para linguagens (possivelmente em um alfabeto diferente). Assim, por exemplo, dada uma letra a ∈ Σ, existe f(a)=La onde La ⊆ Δ* é alguma linguagem cujo alfabeto é Δ. Esse mapeamente pode ser estendido para cadeias como:
f(ε)=ε
para a cadeia vazia ε, e
f(sa)=f(s)f(a)
para uma cadeia s ∈ L. Substituições de cadeias podem ser estendidas a linguagens inteias como 
{\displaystyle f(L)=\bigcup _{s\in L}f(s)}
 Linguagens regulares são fechadas sobre substituição de cadeia. Isto é, se cada letra de uma linguagem regular é substituida por uma outra linguagem regular, o resultado é ainda a linguagem regular.
Similarmente, linguagens livres de contexto são fechadas sobre substituição de cadeia.
Um simples exemplo é uma conversão fuc(.) à forma maiúscula, que pode ser definida e.g. como a seguir:
| letter | mapped to language | remark                                               |
| x      | fuc(x)             |                                                      |
| ------ | ------------------ | ---------------------------------------------------- |
| ‹a›    | { ‹A› }            | map lower-case char to corresponding upper-case char |
| ‹A›    | { ‹A› }            | map upper-case char to itself                        |
| ‹ß›    | { ‹SS› }           | no upper-case char available, map to two-char cadeia |
| ‹0›    | { ε }              | map digit to empty cadeia                            |
| ‹!›    | { }                | forbid punctuation, map to empty language            |
| ...    |                    | similar for other chars                              |

Para a extensão de fuc para cadeias, temos e.g.
- fuc(‹Straße›) = {‹S›} ⋅ {‹T›} ⋅ {‹R›} ⋅ {‹A›} ⋅ {‹SS›} ⋅ {‹E›} = {‹STRASSE›},
- fuc(‹u2›) = {‹U} ⋅ {ε} = {‹U›}, and
- fuc(‹Go!›) = {‹G›} ⋅ {‹O›} ⋅ {} = {}.

Para a extensão de fuc para linguagens, temos e.g.
- fuc({ ‹Straße›, ‹u2›, ‹Go!› }) = { ‹STRASSE› } ∪ { ‹U› } ∪ { } = { ‹STRASSE›, ‹U› }.

Para a extensão de fuc para cadeias, temos e.g.
- fuc(‹Straße›) = {‹S›} ⋅ {‹T›} ⋅ {‹R›} ⋅ {‹A›} ⋅ {‹SS›} ⋅ {‹E›} = {‹STRASSE›},
- fuc(‹u2›) = {‹U} ⋅ {ε} = {‹U›}, e
- fuc(‹Go!›) = {‹G›} ⋅ {‹O›} ⋅ {} = {}.

Para a extensão de fuc para linguagens, temos e.g.
- fuc({ ‹Straße›, ‹u2›, ‹Go!› }) = { ‹STRASSE› } ∪ { ‹U› } ∪ { } = { ‹STRASSE›, ‹U› }.

Um outro exemplo é a conversão de uma cadeia ASC codificada.

## Homomorfismo de cadeia
Um homomorfismo de cadeia (comumente referido como simplesmente homomorfismo em teoria de linguagens formais é a substituição de cadeia tal que cada letra é substituída por uma cadeia unitária. Isto é, f(a)-s, onde s é uma cadeia, para cada letra a.
Homomofismos de cadeias são mofismos monoides no monoide livre, preservando a operação binaria de concatenação de cadeia. Dada uma linguagem L, o conjunto f(L) é chamado imagem homomorfica de L. A imagem homomorfica invertida de uma cadeia s é definida como
f−1(s) = { w | f(w)=s }
enquanto que a imagem homomorfica invertida de uma linguagem L é definida como
f−1(L) = { s | f(s) ∈ L }
No geral, f(f−1(L)) ≠ L, enquanto não há
f(f−1(L)) ⊆ L
e
L ⊆ f−1(f(L))
para cada linguagem L.
A classe de linguagens regulares é fechada sobre homomorfismos e homomorfismos invertidos.
Similarmente, as gramáticas livre-de-contexto são fechadas sobre homomorfismos e homomorfismos invertidos.
Um homomorfismo de cadeia é dito ε-livre (ou e-livre) se f(a) ≠ ε para todo a no alfabeto Σ. Simples cifras de substituição de única letra são exemplos de homomorfismos de cadeia e-livres.
Um homomorfismo de cadeia exemplo guc pode também ser obtido ao definir similar à substituição de cadeia: guc(‹a›) = ‹A›, ..., guc(‹0›) = ε, mas deixando guc undefinido em caracteres de pontuação.
Exemplos de imagens homomorficas invertidas são
- guc−1({ ‹SSS› }) = { ‹sss›, ‹sß›, ‹ßs› }, since guc(‹sss›) = guc(‹sß›) = guc(‹ßs›) = ‹SSS›, and
- guc−1({ ‹A›, ‹bb› }) = { ‹a› }, since guc(‹a›) = ‹A›, enquanto ‹bb› não pode ser alcançado por guc.

Para a ultima language, guc(guc−1({ ‹A›, ‹bb› })) = guc({ ‹a› }) = { ‹A› } ≠ { ‹A›, ‹bb› }.
O homomorfismo guc não é ε-livre, uma vez que mapeia e.g. ‹0› para ε.

## Projeção de cadeia
Se s é uma cadeia, e {\displaystyle \Sigma } é um alfabeto, a projeção de cadeia de s é a cadeia que resulta em remover todas as letras que não estão em {\displaystyle \Sigma }. É escrito como {\displaystyle \pi _{\Sigma }(s)\,}. É formalmente definido da remoção de letras do lado da mão direita.
{\displaystyle \pi _{\Sigma }(s)={\begin{cases}\varepsilon &{\mbox{if }}s=\varepsilon {\mbox{ the empty cadeia}}\\\pi _{\Sigma }(t)&{\mbox{if }}s=ta{\mbox{ and }}a\notin \Sigma \\\pi _{\Sigma }(t)a&{\mbox{if }}s=ta{\mbox{ and }}a\in \Sigma \end{cases}}}
Aqui {\displaystyle \varepsilon } denota a cadeia vazia. A projeção de uma cadeia é essencial tal qual a projeção em algebra relacional.
Projeção de cadeia pode ser promovido a projeção de uma linguagem. Dada uma linguagem formal L, sua projeção é dada por
{\displaystyle \pi _{\Sigma }(L)=\{\pi _{\Sigma }(s)\vert s\in L\}}

## Quociente à direita
O quociente à direita de uma letra a de uma cadeia s é a truncação da letra a na cadeia s, do lado referente a mão direita. É denotado como {\displaystyle s/a}. Se a cadeia naõ tem a no lado referente a mão direita, o resultado é a cadeia vazia. Assim:
{\displaystyle (sa)/b={\begin{cases}s&{\mbox{if }}a=b\\\varepsilon &{\mbox{if }}a\neq b\end{cases}}}
O quociente de uma cadeia vazia é pode ser obtido:
{\displaystyle \varepsilon /a=\varepsilon }
De modo similar, dado um subconjunto {\displaystyle S\subset M} de um monoide {\displaystyle M}, pode-se definir o subconjunto quociente como
{\displaystyle S/a=\{s\in M\vert sa\in S\}}
Quocientes à esquerda podem ser definidos de maneira similar, com operações se colocando à esquerda de uma cadeia.

## Relação sintática
O quociente à direita de um subconjunto {\displaystyle S\subset M} de um monoide {\displaystyle M} define uma relação de equivalencia, chamada de relação sintática à direita de S. É dada por
{\displaystyle \sim _{S}\;\,=\,\{(s,t)\in M\times M\vert S/s=S/t\}}
A relação é claramente de indice finito (tem um número finito de classes de equivalencia) se e somente se a família quocientes à direita é finida; isto é, se
{\displaystyle \{S/m\vert m\in M\}}
é finito. Nesse caso, S é uma linguagem reconhecível, isto é, uma linguagem que pode ser reconhecida por um automato de estados finito. Isto é discutido em mais detalhes no artigo sobre monoides sintáticos.

## Cancelamento à direita
O cancelamento à direita de uma letra a de uma cadeia s é a remoção da primeira ocorrencia de uma letra a na cadeia s, começando pelo lado referente a mão direita. Isto é denotado como {\displaystyle s\div a} e é recursivamente definido como
{\displaystyle (sa)\div b={\begin{cases}s&{\mbox{if }}a=b\\(s\div b)a&{\mbox{if }}a\neq b\end{cases}}}
A cadeia vazia é sempre cancelável:
{\displaystyle \varepsilon \div a=\varepsilon }
Claramente, cancelamento à direita e projeção comutam:
{\displaystyle \pi _{\Sigma }(s)\div a=\pi _{\Sigma }(s\div a)}

## Prefixos
O prefixo de uma cadeia é um conjunto de todos os prefixos de uma cadeia, com relação à dada linguagem:
{\displaystyle \operatorname {Pref} _{L}(s)=\{t\vert s=tu{\mbox{ for }}t,u\in \operatorname {Alph} (L)^{*}\}}
here {\displaystyle s\in L}.
aqui {\displaystyle s\in L}.
A conjectura de prefixo de uma linguagem é
{\displaystyle \operatorname {Pref} (L)=\bigcup _{s\in L}\operatorname {Pref} _{L}(s)=\left\{t\vert s=tu;s\in L;t,u\in \operatorname {Alph} (L)^{*}\right\}}
Exemplo: 

{\displaystyle L=\left\{abc\right\}{\mbox{ then }}\operatorname {Pref} (L)=\left\{\varepsilon ,a,ab,abc\right\}}
Uma linguagem é chamada fechada em prefixo se {\displaystyle \operatorname {Pref} (L)=L}.
O operador de conjectura de prefixo é idempotente:
{\displaystyle \operatorname {Pref} (\operatorname {Pref} (L))=\operatorname {Pref} (L)}
A relação de prefixo é a relação binária {\displaystyle \sqsubseteq } tal que {\displaystyle s\sqsubseteq t} se e somente se {\displaystyle s\in \operatorname {Pref} _{L}(t)}. Essa relação é um exemplo particular de uma ordem de prefixo.